# Heydar Yaghma
 (août 2021).
Si vous disposez d'ouvrages ou d'articles de référence ou si vous connaissez des sites web de qualité traitant du thème abordé ici, merci de compléter l'article en donnant les références utiles à sa vérifiabilité et en les liant à la section « Notes et références ».
Heydar Yaghma (en persan : حیدر یغما) est un poète iranien né en 1926 et mort en mars 1986 à Nichapur. 
Il est enterré sur le site archéologique de Shadiyakh, entre la tombe de Omar Khayyam et celle de Farid Al-Din Attar.

## Biographie
Issu d'une famille modeste, il doit travailler dès son plus jeune âge pour subvenir à ses besoins et ne peut fréquenter l'école, ce qui ne l'empêche pas d'apprécier les grands poètes iraniens, tels que Ferdowsi. Il exerce le métier de maçon. À l'âge de trente ans, il s'installe en ville, se marie et fréquente des associations de lecture du Coran. Il y apprend à lire et rencontre des gens cultivés qui, séduits par ses poésies, l'encouragent à écrire et à publier.

## Œuvre
Il écrit à l'âge de quarante ans un recueil de poèmes et le publie sous le titre Ashk-e âshurâ en 1967. Il publie ses quatrains pour la première fois en 1976. Il publie Voyage parmi les ghazal de Yaghma, contenant près de 4500 strophes en 1986. Une partie de cet ouvrage sera reprise et intégrée au livre Le Maçon poète paru en trois volumes en 1994 aux éditions Mohaqeq.
Sa poésie traite en majeure partie de l'amour et véhicule les valeurs de la vie modeste et de la richesse intérieure. La douleur du travail physique et les relations d'autorité font aussi partie des thèmes récurrents de son œuvre.

## Postérité
Sa vie a fait l'objet d'un film documentaire de Sohrab Akhavan, intitulé Somehe, the empty clusters of those days, sorti en 1973.